# Brama Prochowa w Pradze
Brama Prochowa (cz. Prašná brána) – jeden z symboli Pragi. Budowę tej 65 metrowej późnogotyckiej bramy miejskiej rozpoczęto w roku 1475 na zlecenie Władysława II Jagiellończyka. Została wybudowana na fundamentach starszej bramy z XIII wieku, która istniała w tym miejscu. Głównym budowniczym był mistrz Wacław. Następnie budowę kontynuował Matěj Rejsek. W jej sąsiedztwie znajdował się dwór Władysława Jagiellończyka. Po przeniesieniu siedziby królewskiej na Hradczany w roku 1483 brama utraciła znaczenie reprezentacyjne. Obecną nazwę zyskała w XVII i XVIII wieku, kiedy to stała się składem prochu. Pod koniec XIX wieku odrestaurowana przez architekta Josefa Mockera. Dodano wtedy neogotycki dach, pokrywający ją do dziś. W kwietniu 1945 roku po wyzwoleniu Pragi spod okupacji niemieckiej brama stała się miejscem odwetu na ludności niemieckiej. Obecnie na Bramie Prochowej istnieje taras widokowy dla turystów.
Na I kondygnacji bramy znajdują się siedzące figury władców Czech Przemysła Ottokara II i Karola IV.

## Galeria

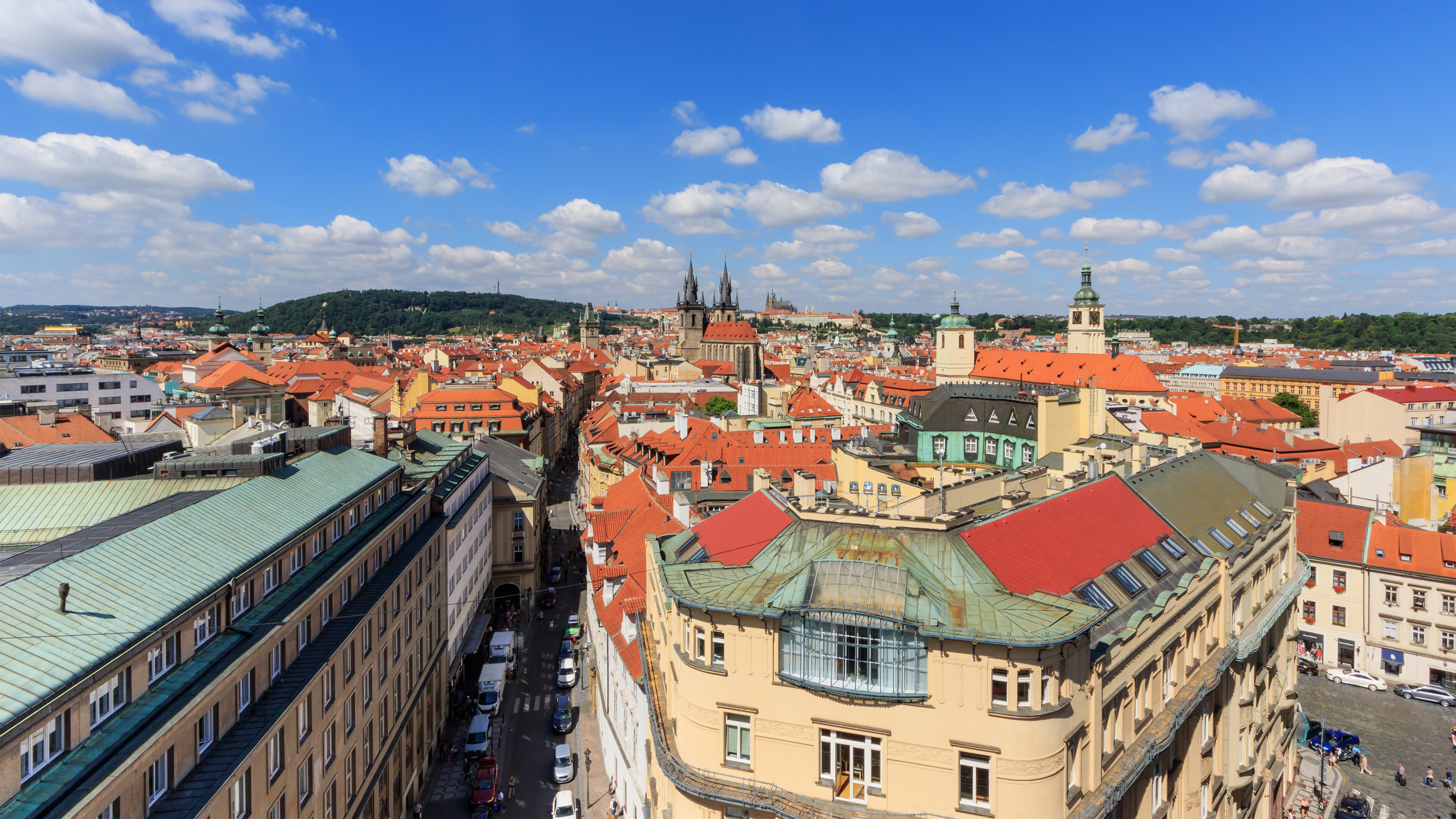
Ulica Celetna i Kościół Najświętszej Marii Panny przed Tynem z praskiej Bramy Prochowej
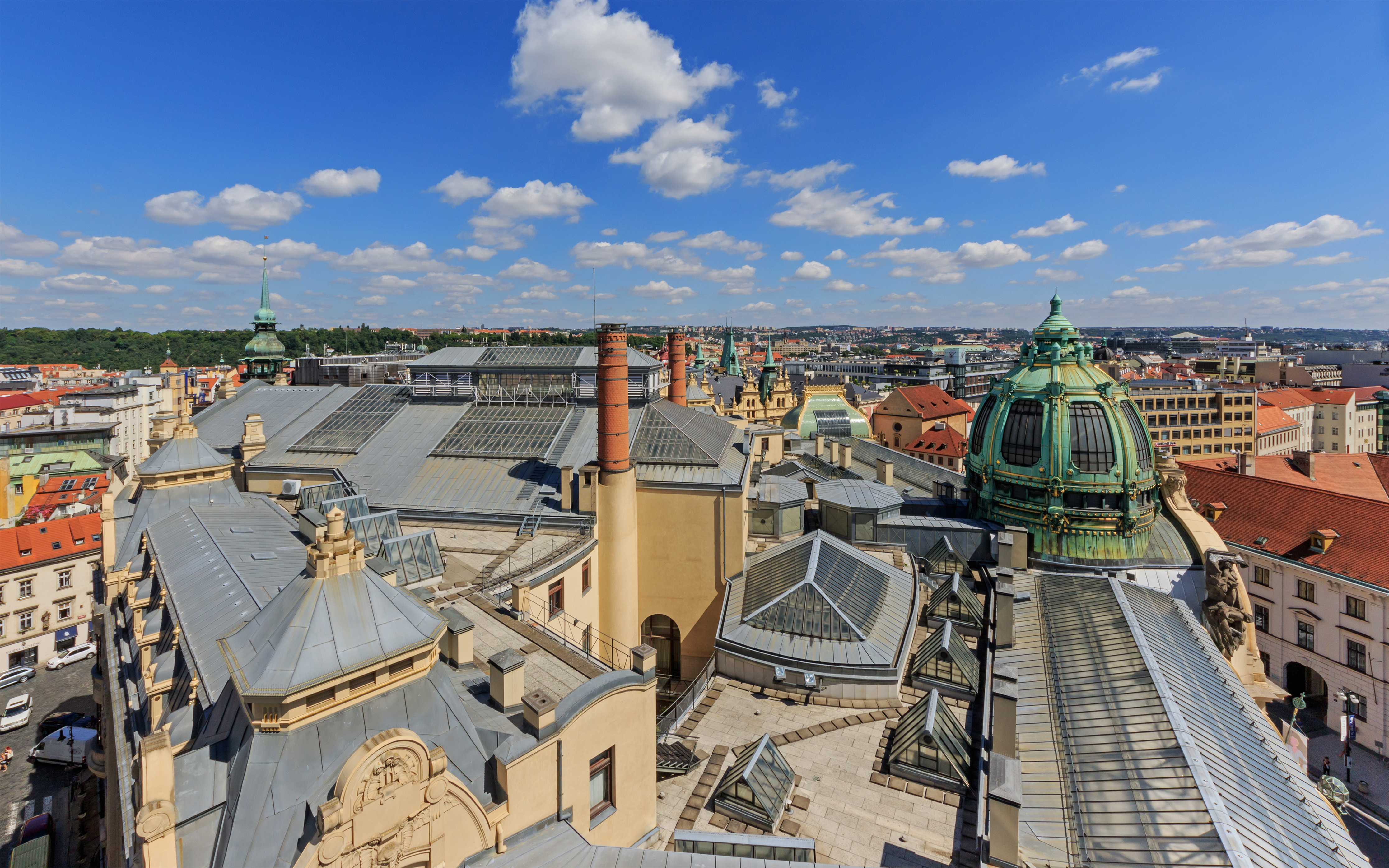
Kopuła praskiego Domu Miejskiego z Bramy Prochowej
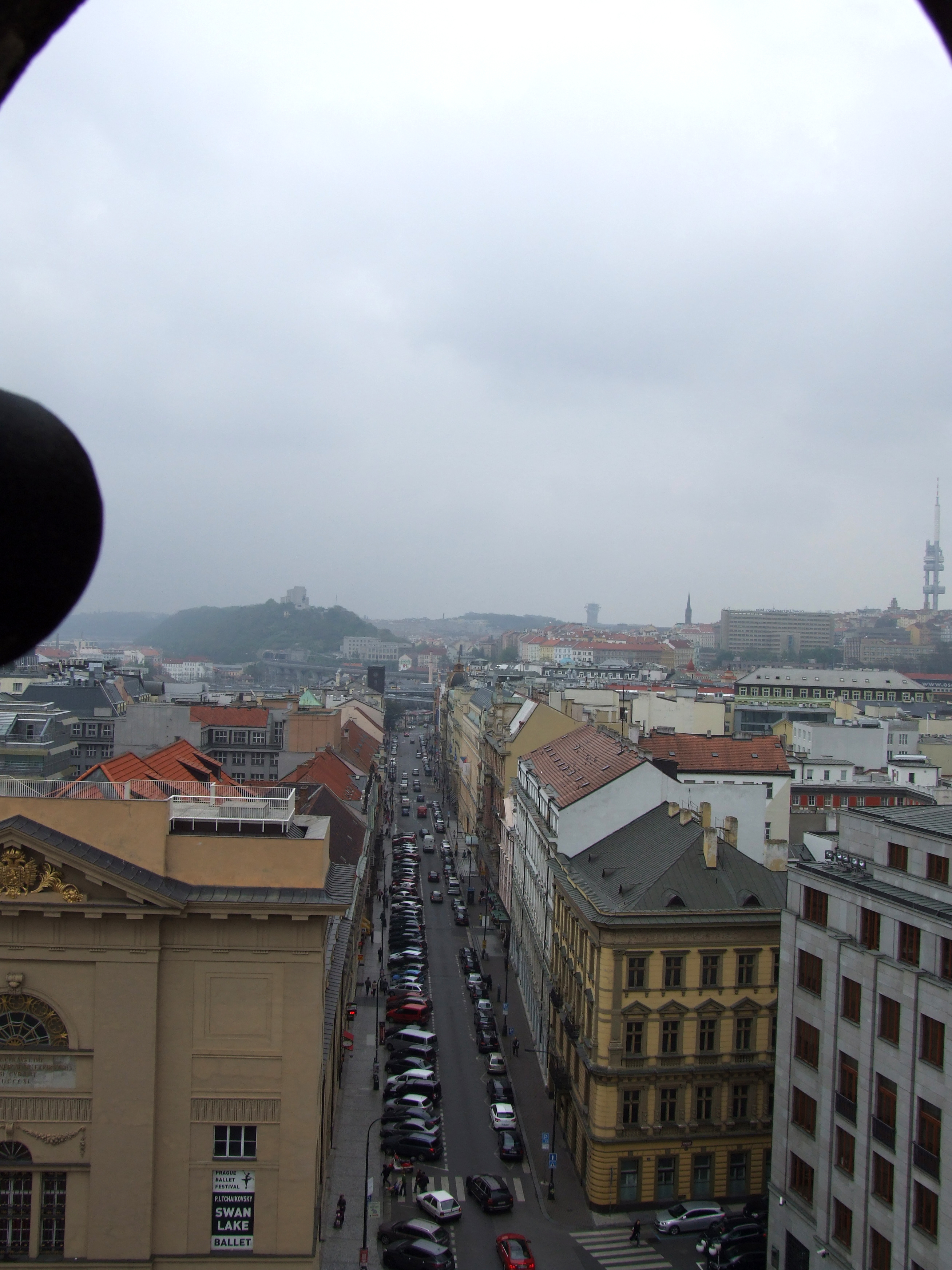
Wieża telewizyjna i wzgórze witkowskie z praskiej Bramy Prochowej